# لاري هال (مغني)
لاري هال (بالإنجليزية: Larry Hall)‏ هو مغني أمريكي، ولد في 30 يونيو 1940، وتوفي في 24 سبتمبر 1997.